# Ferdinand Zirkel
Ferdinand Zirkel [cirkl] (20. března 1838 Bonn – 12. června 1912 tamtéž) byl německý geolog. Společně s Harry Rosenbuschem byl průkopníkem mikroskopického zkoumání minerálů a hornin a je považován za zakladatele moderní petrografie.

## Život

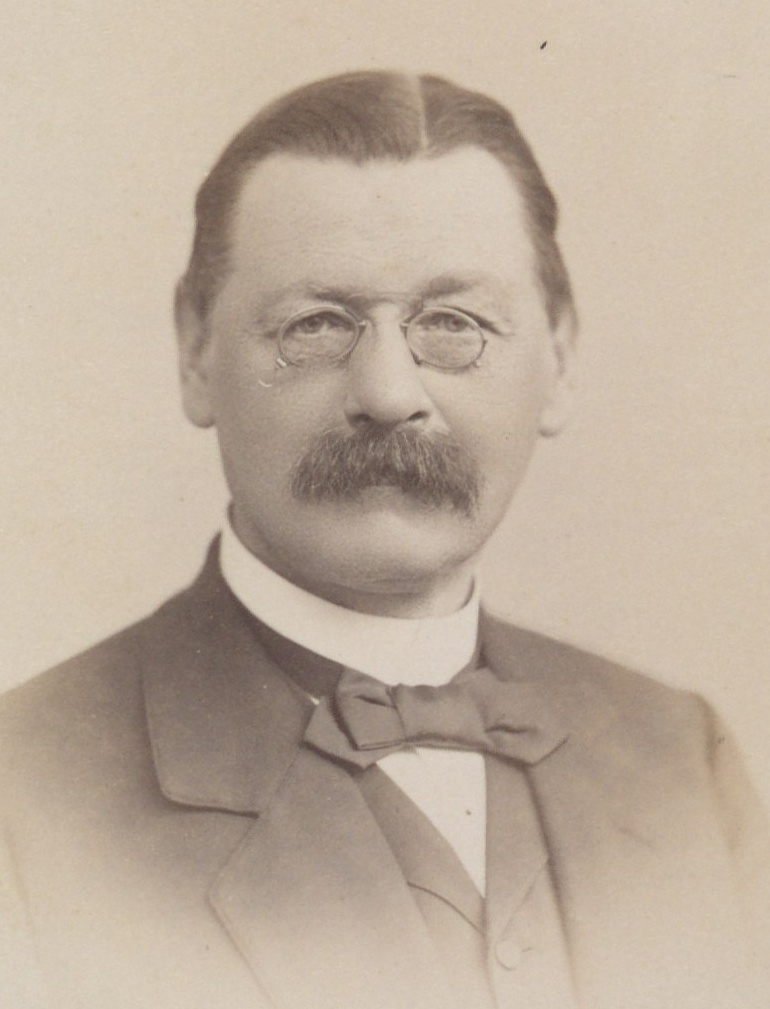
Ferdinand Zirkel, 1899

Ferdinand Zirkel promoval v roce 1861 na univerzitě v Bonnu. V roce 1862 odešel do Vídně, kde se pro „Říšský geologický ústav (Geologische Reichsanstalt, předchůdce Rakouské geologické služby) staral o C.-k. dvorní kabinet přírodnin (předchůdce Přírodovědného muzea). Působil jako profesor geologie na univerzitách ve Lvově (1863) a v Kielu (1868) taktéž byl od roku 1870 profesorem mineralogie a geologie na univerzitě v Lipsku. Jeho cesta na Island, stejně jako cesty na Faerské ostrovy, do Skotska a Anglie, a setkání s H. C. Sorbym, jej přivedla k mikroskopické petrografii, v té době poměrně nové vědní disciplíně.
V roce 1874 odjel Spojených států, aby prozkoumal velké sbírky nerostů vytvořené během kolektivního průzkumu oblastí kolem čtyřicátého stupně zeměpisné šířky; v letech 1894 a 1895 pokračoval v vědeckých výzkumech na Cejlonu a v Indii.
V roce 1882 se stal členem korespondentem Bavorské akademie věd. V roce 1882 byl zvolen členem akademie Leopoldina, v roce 1903 členem Národní akademie věd Spojených států amerických.
V roce 1898 byl za svůj přínos geologii londýnskou Geologickou společností vyznamenán Wollastonovou medailí.
Jméno Ferdinanda Zirkela nese:
- hora Zirkel v pohoří Park Range v americkém státě Colorado
- minerál zirkelit
- Dorsum Zirkel na Měsíci

## Dílo
- Geologische Skizze van der Westkiisle Schottlands (1871)
- Die Struktur der Variolite (1875)
- Microscopical Petrography (in Report of U.S. Geol. Exploration of 40th Par., vol. vi., 1876)
- Limurit aus der Vallee de Lesponne (1879)
- Über den Zirkon (1880)
- Lehrbuch der Petrographie (1866; 2. Aufl. 1893, 1894)
- Die mikroskopische Beschaffenheit der Mineralien und Gesteine (1873)